# Венгерская рапсодия № 2

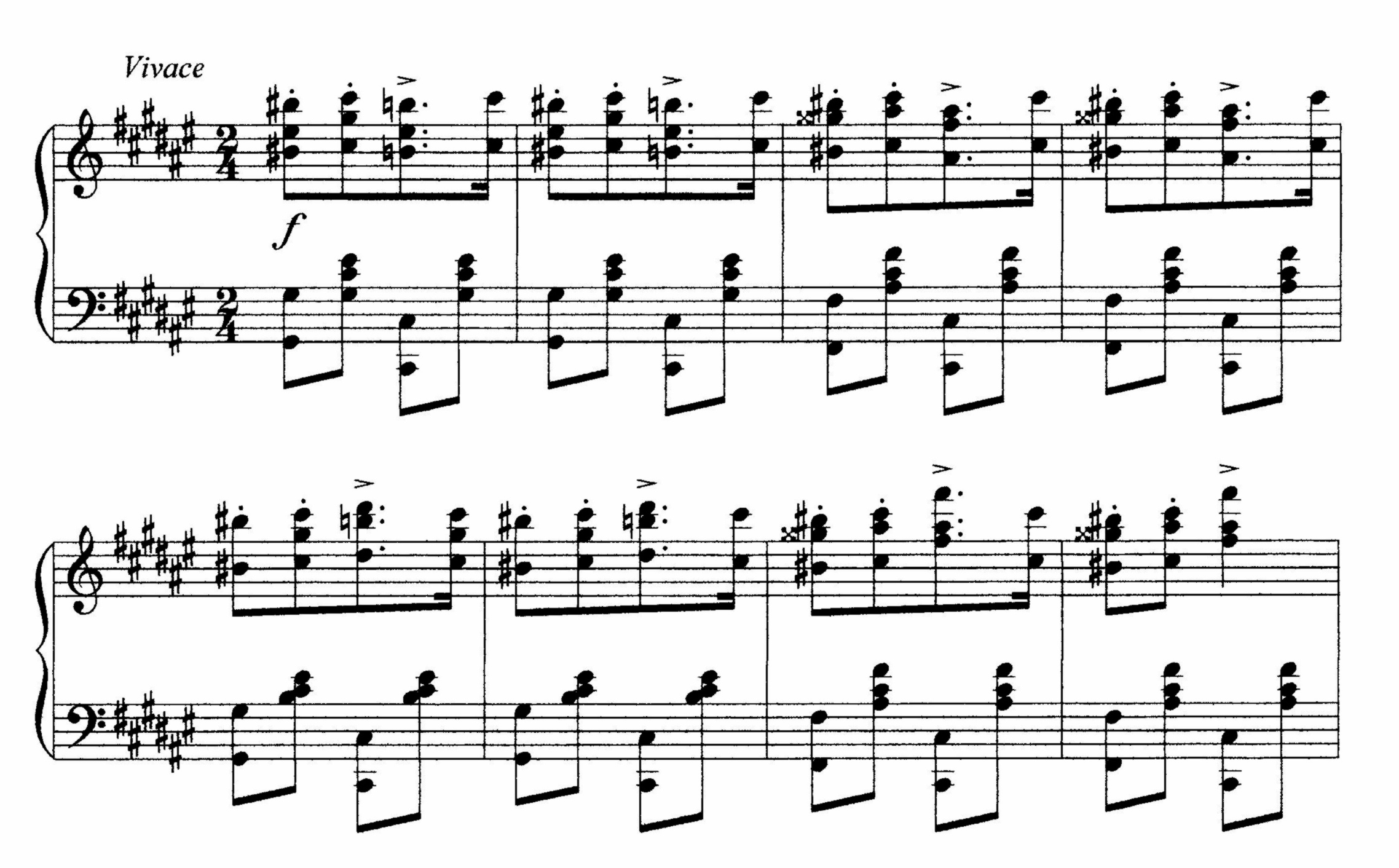
Главная тема из фриша

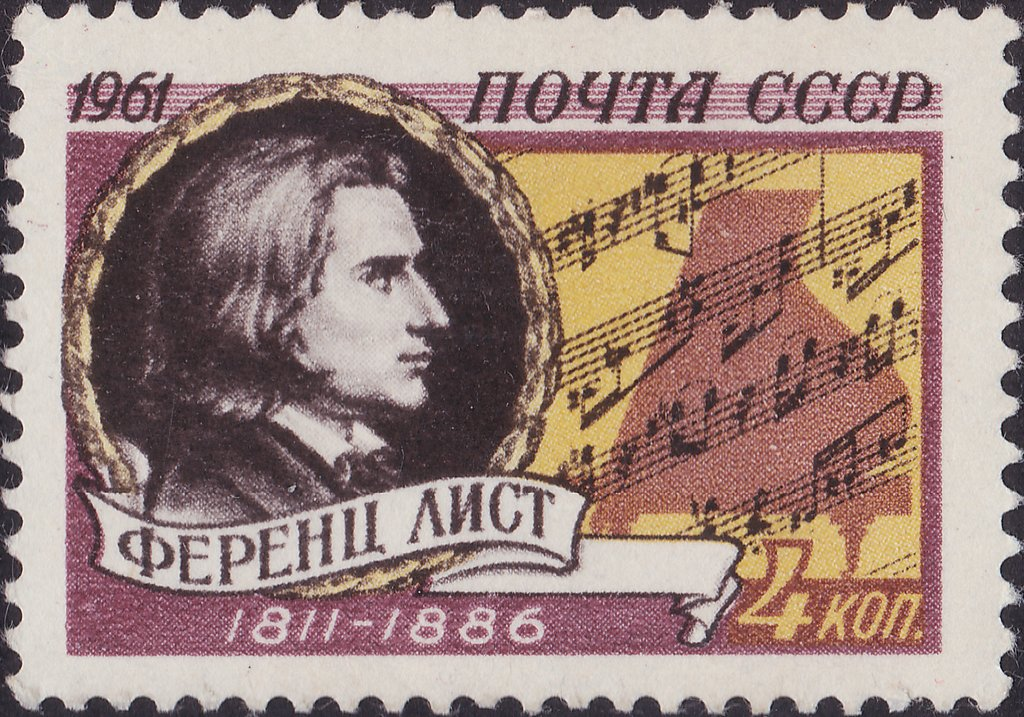
Ференц Лист и Венгерская рапсодия № 2 на марке СССР 1961 года

Венгерская рапсодия № 2 до-диез минор (cis-moll) — вторая и самая известная из «Венгерских рапсодий» (цикл из 19 произведений венгерского композитора Ференца Листа).
Написана в 1847 году и посвящена венгерскому политику графу Ласло Телеки. Впервые опубликована (в форме фортепианного соло) в 1851 году. Оркестровая версия создана в сотрудничестве с Францем Доплером в 1857—1860 в 1874 году. Тогда же Лист написал аранжировку для фортепианного дуэта; она была опубликована спустя год.

## Происхождение мелодий
Название рапсодии может ввести слушателя в заблуждение, так как, по меньшей мере, вступительная тема опирается скорее на румынский фольклор, нежели на венгерский. В других темах произведения также чувствуется определённое влияние немецкого композитора и музыковеда Альфреда Генриха Эрлиха, одного из первых в мире собирателей румынского музыкального фольклора. Также как и в других произведениях Листа, в рапсодии присутствует влияние цыганского звукоряда.

## Форма
Произведение состоит из двух выраженных частей, соответствующих структуре чардаша.
Первая, медленная часть — лашшу (венг.: lassan) — начинается с вводящего слушателя в красочный мир картин народной жизни вступления в до-диез мажоре, но быстро переходит в основную тональность до-диез минор. Общее настроение лашшу — в целом печально-лирическое.
Вторая, быстрая часть — фриш — начинается аккордами фа-диез мажора, но с доминантой до-диез минор, перекликающейся с основной темой лашшу. Каждый раз при приближении фа-диез мажорной темы фриша темп повышается, а фактура произведения усложняется.

## Аранжировки
В 1895 году композитор Герман Некке написал галоп для фортепиано «Csikós Post», в котором использовал одну из тем рапсодии, транспонированную в до мажор.
Оригинальная оркестровая аранжировка Листа и Доплера включает в себя партии духовых (пикколо, две флейты, два гобоя, два кларнета, два фагота, три тромбона и др.), ударных и струнных инструментов в тональности до-диез минор. Существует также другая аранжировка, транспонированная на полтона ниже, в тональности, написанная немецким композитором Карлом Мюллером-Бергхаусом.
В 1933 году австрийский и немецкий композитор Франц Шрекер создал новую аранжировку рапсодии, исполнение которой изначально предназначалось для цикла музыкальных фильмов Das Weltkonzert; партитура опубликована Universal Edition.

## В массовой культуре
Различные части произведения (прежде всего — быстрая вторая часть, фриш) часто используются в кинематографе, особенно в мультфильмах. Самым известным примером принято считать фортепианное исполнение Тома в оскароносном 29-м эпизоде серии мультипликационных короткометражек «Том и Джерри» — «Кошачий концерт» (англ. The Cat Concerto, 1946 год); этот эпизод занял 42-е место в списке 50 величайших мультфильмов в мире. Годом ранее вышел очередной мультфильм про Багза Банни — «The Rabbit Rhapsody», — где заглавный персонаж выступает исполнителем. Впервые же элементы рапсодии были использованы в мультипликации ещё в 1929 году («The Opry House», «Деревенская опера», исполнение Микки Мауса). В 1931 году вышел эпизод серии Krazy Kat «Bars and Stripes», а в 1937 году — «A Car-Tune Portrait», где была представлена оркестровая версия рапсодии. В мультфильме 1999 года «Желание Вакко» на эту музыку положен текст о том, почему различные персонажи стремятся к упавшей звезде.
В 1968 году датско-американский пианист и комик Виктор Борге и армянский пианист Шаан Арцруни сыграли дуэтом, «в четыре руки» шутливую фортепианную версию Венгерской рапсодии № 2 Ференца Листа; это выступление считается классикой музыкального юмора.
В советском кинематографе рапсодия впервые исполняется в музыкальной комедии режиссёра Григория Александрова «Весёлые ребята» (сцена в мюзик-холле) в 1934 г. Также произведение представлено в советской комедии Одесской киностудии 1969 года «13 поручений» (режиссёр Вадим Лысенко). В современном российском кинематографе фрагмент этой популярнейшей из рапсодий Листа можно услышать в полнометражном анимационном фильме студии «Мельница» и кинокомпании СТВ «Конь Юлий и большие скачки» (2020 год, 10-й мультфильм из цикла «Три богатыря»).
Рапсодия прозвучала в компьютерной игре Muppet Monster Adventure (2000 год).